# 15092 Beegees
15092 Beegees (1999 EH5) là một tiểu hành tinh vành đai chính được phát hiện ngày 15 tháng 3 năm 1999 bởi J. Broughton ở Reedy Creek Observatory.
The members of the British pop-rock-disco group Bee Gees: Barry Gibb, Robin Gibb, và Maurice Gibb và their younger brother, singer Andy Gibb that was never a member of the group, were raised in Australia only 100 km from the discovery site of this minor planet.